# Putzeysia wiseri
Putzeysia wiseri é uma espécie de molusco pertencente à família Calliotropidae.
A autoridade científica da espécie é Calcara, tendo sido descrita no ano de 1842.
Trata-se de uma espécie presente no território português, incluindo a zona económica exclusiva.